# 16856 Banach
16856 Banach è un asteroide della fascia principale. Scoperto nel 1997, presenta un'orbita caratterizzata da un semiasse maggiore pari a 2,4358352 UA e da un'eccentricità di 0,1627326, inclinata di 7,30522° rispetto all'eclittica.